# Chitosane

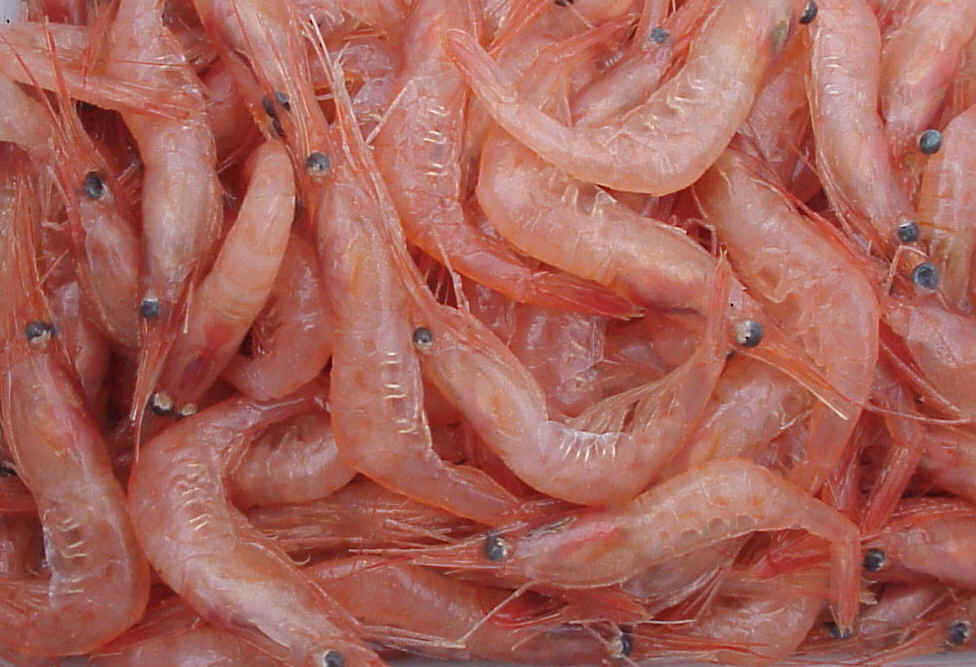
Le chitosane commercial est produit à partir de la carapace des crustacés, dont la Crevette nordique du Canada.

Synthèse du chitosane à partir de la chitine.

Le chitosane ou chitosan (en anglais) est un polyoside composé de la distribution aléatoire de D-glucosamine liée en ß-(1-4) (unité désacétylée) et de N-acétyl-D-glucosamine (unité acétylée). Il est produit par désacétylation chimique (en milieu alcalin) ou enzymatique de la chitine, le composant de l'exosquelette des arthropodes (crustacés) ou de l'endosquelette des céphalopodes (calmars...) ou encore de la paroi des champignons. Cette matière première est déminéralisée par traitement à l'acide chlorhydrique, puis déprotéinée en présence de soude ou de potasse et enfin décolorée grâce à un agent oxydant. Le degré d'acétylation (DA) est le pourcentage d'unités acétylées par rapport au nombre d'unités totales, il peut être déterminé par spectroscopie infrarouge à transformée de Fourier (IR-TF) ou par un titrage par une base forte. La frontière entre chitosane et chitine correspond à un DA de 50 % : en deçà le composé est nommé chitosane, au-delà, chitine. Le chitosane est soluble en milieu acide contrairement à la chitine qui est insoluble. Il est important de faire la distinction entre le degré d'acétylation (DA) et le degré de déacétylation (DD). L'un étant l'inverse de l'autre c'est-à-dire que du chitosane ayant un DD de 85 %, possède 15 % de groupements acétyles et 85 % de groupements amines sur ses chaînes.

## Histoire
Le chitosane a été découvert en 1859 par C. Rouget en traitant la chitine avec du KOH concentré à température élevée. Le nom chitosan ou chitosane, a été proposé par Hoppe-Seyler en 1894. Il est aujourd'hui produit commercialement à partir des déchets provenant de la consommation de crustacés et de la transformation industrielle de champignons. Le DA des produits commerciaux varie de 60 à 100 %.
On peut remarquer que, tandis que la chitine est produite par un grand nombre d'organismes vivants, le chitosane n'a été observé que dans quelques micro-organismes.
Il faut, suivant la source et le procédé utilisé, entre 25 kg et 10 kg de carapace pour faire 1 kg de chitosane[réf. nécessaire].

## Propriétés et applications du chitosane
Le chitosane est biodégradable et biocompatible (notamment hémocompatible). Il est également bactériostatique et fongistatique.

### Application en cosmétique et diététique
Le chitosane est utilisé dans les produits cosmétiques et diététiques.
Il est connu depuis fort longtemps au Japon pour sa remarquable capacité de développer un gel protecteur dans l'estomac.
Le chitosane a des affinités chimiques avec les lipides, avec lesquels il se lie dès qu'il se trouve à leur proximité. Le chitosane peut ainsi "fixer" environ 15 fois sa propre masse de lipides. Cette liaison ne pouvant être métabolisée, les graisses ne seraient donc pas absorbées par l'organisme. Les graisses et le chitosane seraient donc éliminés par les voies naturelles. Sous une forme thérapeutique, le chitosane devrait, pour ces raisons, être pris avant les repas. Cependant, cette capacité dépend du type de graisse. De plus, le chitosane n'est pas soluble dans les milieux dont le pH est inférieur à 2 donc l'efficacité du chitosane absorbé sous forme de poudre (capsule ou pilule) serait très faible et donc limitée à la partie du haut intestin où le pH est au-dessus de pH 2.
Si le chitosane limite l'absorption de graisse, il ne fait pas perdre de poids : il en limiterait simplement l'apport.
Le chitosane abaisserait le niveau total de cholestérol LDL ("mauvais cholestérol") et élèverait le niveau de HDL ("bon cholestérol"). Il préviendrait également, aux dires de certains[Qui ?], l'apparition du cancer du côlon.
Autres propriétés diététiques évoquées[Par qui ?] mais non prouvées :
- Favoriserait le transit intestinal.
- Diminuerait l'acide urique.
- Permettrait la chélation des métaux lourds

### Application en médecine
Le chitosane est actuellement utilisé ou étudié pour diverses applications dans le domaine des biomatériaux, notamment pour la régénération tissulaire, l'hémostase (éponges hémostatiques) et l'ostéogénèse et la vectorisation de molécules biologiquement actives. Il a une action contre le biofilm formé par le champignon aspergillus.

### Application en protection des cultures
Le chitosane a des propriétés antivirales, antibactériennes et antifongiques, qui ont été explorées pour de nombreuses utilisations agricoles. Il a été utilisé pour lutter contre les maladies des plantes ou réduire leur propagation, ou pour améliorer les défenses naturelles des plantes.

### Colle industrielle
Le chitosane est un des composants d’une colle biosourcée conçue et brevetée par plusieurs organismes de recherche, dont Irstea. "Avec une résistance mécanique au cisaillement du joint de colle (la mesure de référence) supérieure à 7 méga Pascal et qui peut atteindre jusqu’à 40 MPa, elle s’avère aussi efficace que les colles industrielles". Cette colle est également moins nocive pour la santé et l'environnement. 

### Autres
Le chitosane est également utilisé pour le traitement des eaux usées par filtration : comme c'est un polymère cationique, il permet de complexer les métaux lourds (liens de coordination), les graisses et certains composés phosphorés, et réduit la turbidité de l'eau de manière plus efficace que le sable. Il agit aussi comme aide-coagulant, réduisant ou éliminant ainsi les produits à base de polyacrylamide, d'aluminium(alun), actuellement utilisés dans les traitements d'eaux usées (Réf:Arnold Blais chimiste Marinard Biotech).

## Efficacité controversée
Le chitosane est un « capteur de gras ». Il a la capacité d'interagir avec les graisses du système digestif et donc limiter leur absorption. Ainsi, le chitosane peut être un complément efficace pour aider à la perte de poids durant les périodes de régime ou pour le stabiliser. La meta-analyse Cochrane de 2007, qui a évalué les essais cliniques disponibles relatifs aux effets du chitosane sur la perte de poids, a conclu que le poids corporel et tous les paramètres liés au cholestérol évoluaient de manière favorable après la prise de chitosane comparé au placebo. Pour les groupes de personnes prenant du chitosane, la différence moyenne dans la masse corporelle était de -1,7 kg (-2,1 à-1,3 kg), changement statistiquement significatif. Dans ces nombreuses études cliniques, aucun effet secondaire particulier n’a été observé à la suite de l’ingestion de chitosane. La qualité variée (en termes de durée, de nombre et des caractéristiques des patients, de doses, de type de régime, de qualité et de caractéristiques du chitosane, etc.) des essais cliniques effectués pour évaluer l’influence du chitosane sur la perte de poids pourraient expliquer certaines des disparités observées dans les résultats des essais cliniques et les critiques exprimées quant à l'efficacité réelle du chitosane. Dans un modèle expérimental de l'estomac et du duodénum étendu, le chitosane a montré qu’il interagissait avec l'huile, ce qui en limitait l’absorption au niveau du duodénum et améliorait l'excrétion des lipides. Cependant, le mécanisme d'interaction entre le chitosane et les lipides est encore méconnu. Bien que certains détracteurs affirment que la version modifiée du chitosane stoppe l'absorption de quelques minéraux, plusieurs études animales contredisent cette affirmation en démontrant pas ou peu d'effet. Chez la souris, l'ingestion de chitosane n'a pas diminué le niveau de fer, le zinc ou cuivre. De plus, il n'y a aucune preuve chez l’homme d’effets secondaires néfastes, en particulier sur l’absorption de nutriments.

## Production et marché
En 2003, il existait environ 65 producteurs de chitosane dans le monde dont 95 % utilisent des crustacés comme source de matières premières, on peut également le produire à partir de certains végétaux.
Le marché du chitosane est en pleine croissance grâce aux applications de plus en plus nombreuses. Par exemple, en 2000, les ventes de comprimé à base de chitosane pour la perte de poids aux États-Unis étaient estimées à 6 millions US$.